# 科托帕希 (科羅拉多州)
科托帕希（英語：Cotopaxi）是位於美國科羅拉多州弗里蒙特縣的一個人口普查指定地區。

## 地理
科托帕希的座標為38°22′16″N 105°41′14″W / 38.37111°N 105.68722°W，而該地最高點為海拔高度1939米（即6362英尺）。

## 人口
根據2010年美國人口普查的數據，科托帕希的面積為0.81平方千米，當中陸地面積為0.81平方千米，而水域面積為0.00平方千米。當地共有人口47人，而人口密度為每平方千米58人。